# Apatura schrenckii
Apatura schrenckii är en fjärilsart som beskrevs av Ménétriés 1859. Apatura schrenckii ingår i släktet Apatura och familjen praktfjärilar. Inga underarter finns listade i Catalogue of Life.